# Famille Emo
Pour les articles homonymes, voir Emo (homonymie).
 (juillet 2024).
La famille Emo est une famille patricienne de Venise, originaire de l'île de Veggia, arrivée en 997 dans la Cité des Doges. Elle entra parmi les Patrices à la fin de la guerre de Gênes (1310).

## Armes

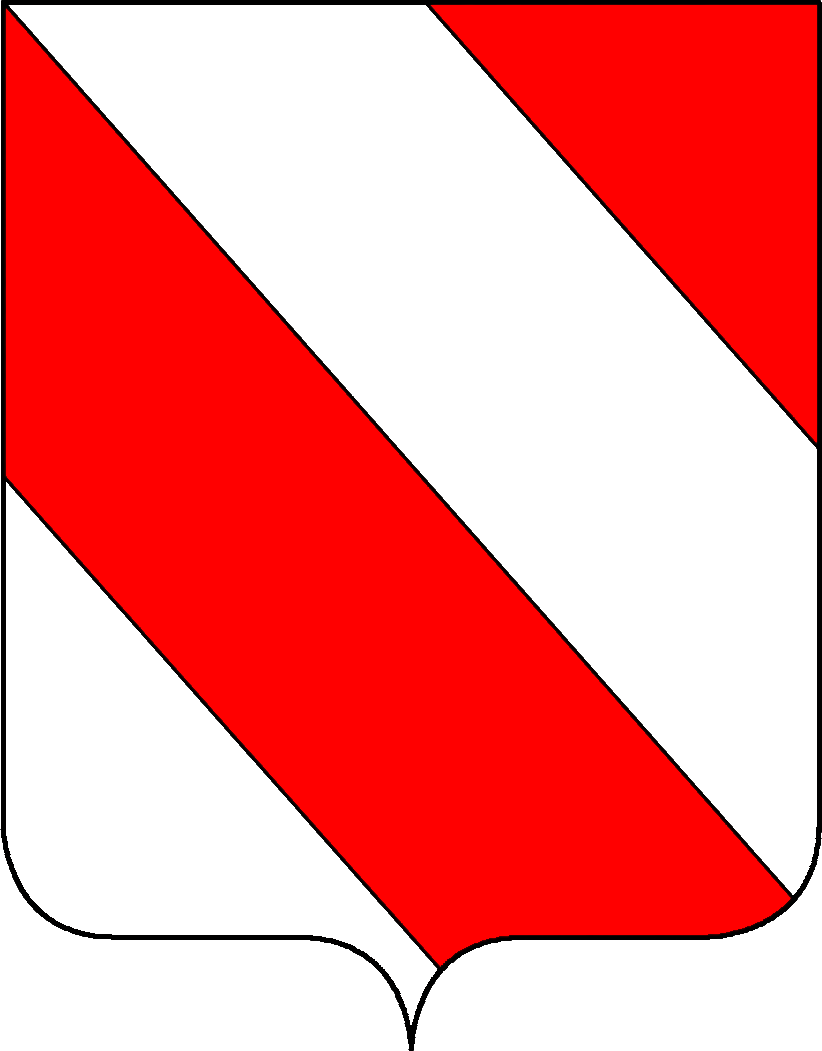
Les armes des Emo se composent de quatre bandes de gueules et d'argent

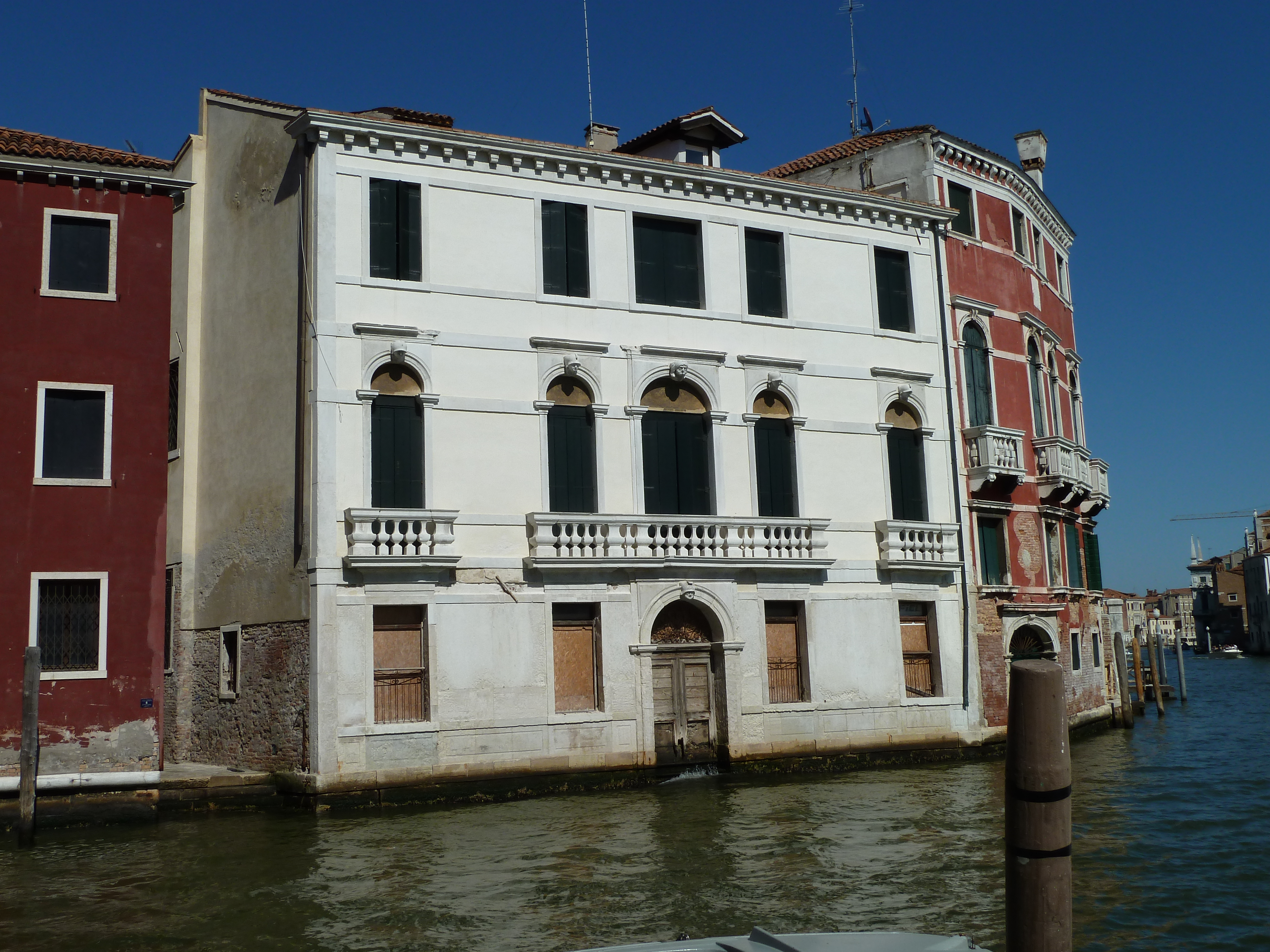
Palais Emo à Cannaregio

Les armes des Emo se composent de quatre bandes de gueules et d'argent, auxquelles Nicolò Emo en ajouta deux en 1260 pour distinguer sa branche, tandis qu'un autre Giorgio ajouta sur le tout un lion de sinople.

## Personnalités
- Giovanni (tombeau dans l'église des Servi), ambassadeur, chevalier et sénateur mourra à la tête de ses troupes devant Ferrare;
- Gianluigi, provéditeur général devant Candie contre les Turcs fut duc de Candie et y mourra pulvérisé par un canon;